# 현악 사중주 바장조, Hess 34 (베토벤)
《현악 사중주 바장조, Hess 34》는 루트비히 판 베토벤에 의해 쓰인 현악 사중주 작품이다.

## 개요
이 사중주는 베토벤이 그의 《피아노 소나타 9번 마장조, 작품 번호 14-1》을 현악 사중주 용으로 편곡한 것이다. 작업은 1801년경 이루어졌다. 그 당시 소나타 9번은 꽤 인기가 있었는데, 실력을 갖춘 아마추어들이 습득하기에 충분히 쉬웠다. 바장조로의 반음 높은 조옮김은 베토벤이 원음에 대하여 만든 유일한 변형이다.

## 구성

### 1악장. 알레그로 모데라토
첫 번째 악장인 알레그로는 활기차게 흔들리는 반주에 대한 격렬한 주제로 시작하며, 그 다음에는 발끝으로 움직이는 것과 같은 상승 주제가 이어진다. 이 모든 것은 상승하여 늘어나는, 관련 소재로 마무리 된다. 기존의 주제 제시부가 반복 된 후, 전개부는 첫 번째 주제에게 광범위한 운동을 제공하기 위해 동요된 단조 모드로 이동한 다음, 재현부로서 두 배가 되는 약간 수정된 형태의 두 번째 주제 그룹을 제시한다. 멜로 드라마조가 되지 않으면서 모든 것은 아주 신랄하다.

### 2악장. 알레그레토
알레그레토 악장은 비극적으로 하기에는 너무 빠르고 극성스럽게 하기에는 너무 느린, 다소 어두운 주제를 통해 확고하게 진행된다. 더 밝고 부드러운 B 부분은 약간의 안도감을 제공하며, 그 후 A 부분은 B의 소재를 기반으로 한 간단한 코다로 반복된다.

### 3악장. 알레그로
피날레는 알레그로 코모도로 지정된 론도이다. 그 성격은 이전 악장보다 달콤하지만, 론도는 그 첫 번째 주제가 비록 그 이상은 아니더라도, 보표의 정상에 오르려는 듯 결의를 보인다는 점에서, 오프닝 알레그로와 연결되어 있다. 이 후렴은 두 개의 짧은 에피소드를 엮어내는데, 그것의 효과를 위해 바쁜 패시지 워크에 의존하는 두 개의 짧은 에피소드를 둘러싼 다음, 마지막 결절의 표현과 갑작스런 결말을 위해 돌아온다.

## 참고 문헌

### 참고 자료
- String Quartet in F major (arrangement of Piano Sonata No. 9 in E major, Op. 14/1), Hess 34 - 올뮤직.